# Josip Kleczek

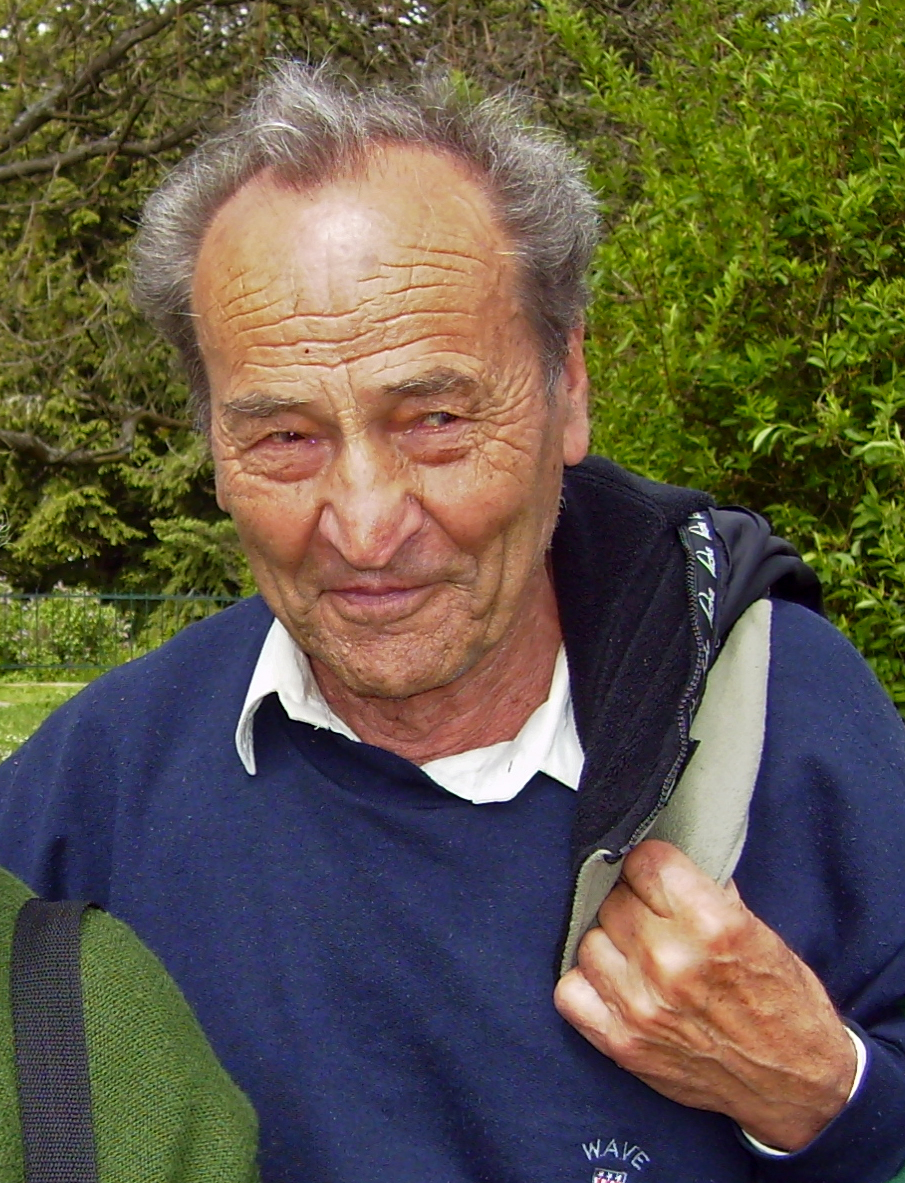
Josip Kleczek (2008)

Josip Kleczek (* 22. Februar 1923 in Gornja Sanica, Königreich Jugoslawien; † 5. Januar 2014) war ein tschechischer Sonnenphysiker, Astronom und Autor.

## Leben und Wirken
Kleczek wurde in einer kleinen Gemeinde von Ključ im Königreich Jugoslawien geboren. Seine Mutter, eine Tschechin, kehrte Ende der 1920er Jahre mit dem Sohn in ihr Heimatdorf Štěpánov zurück. Nach dem Besuch der Schule in Štěpánov studierte Kleczek bis 1949 an der Karls-Universität Mathematik, Physik und Astronomie. Danach arbeitete er beim Astronomischen Institut der Akademie der Wissenschaften in der Sternwarte Ondřejov, wo er sich auf die Sonnenphysik spezialisierte.
Kleczek war Mitglied der Internationalen Astronomischen Union (IAU) und Präsident der Kommission für Astronomieausbildung. Er war Gründer der von der UNESCO und der IAU getragenen Internationalen Schule für junge Astronomen und leitete diese 20 Jahre lang. Außerdem war er Vorsitzender der Sektion Sonne der Tschechoslowakischen Astronomischen Gesellschaft. Er lehrte als Dozent u. a. an der Karls-Universität.
Zusammen mit Helena Kleczková erstellte er das vierbändige Fachwörterbuch Space Sciences Dictionary, das auch in englischer, französischer, deutscher, spanischer, portugiesischer und russischer Sprache erschien.

## Ehrungen
Kleczek wurde 2002 zum Ehrenbürger von Štěpánov nad Svratkou ernannt. Der Kraj Vysočina verlieh im Jahre 2009 die Gläserne Medaille. Kleczek ist zudem bisher der einzige mehrfach mit dem Preis Littera astronomica der Tschechischen Astronomischen Gesellschaft  Ausgezeichnete. Für sein literarischen Lebenswerk auf dem Gebiet der Astronomie wurde er 2002 mit der Littera astronomica gewürdigt. Sein Buch Život se Sluncem a ve vesmíru wurde im Jahre 2011 mit der Littera astronomica ausgezeichnet.
Der am Kleť-Observatorium entdeckte Asteroid des äußeren Hauptgürtels (2781) Kleczek wurde nach ihm benannt.

## Publikationen
- Nitro hvězd, 1957
- Astronomický a astronautický slovník, 1963
- Plazma ve vesmíru a laboratoři, 1968
- Slunce a člověk, 1973
- Naše souhvězdí, 1978, 1986, 1994, 2000,
- Sluneční energie – úvod do helioenergetiky, 1981
- Naše Slunce, 1984
- Vesmír kolem nás, 1986
- mit Helena Kleczková: Space Sciences Dictionary, 1990–1994, 4 Bde
- Vesmír a člověk, 1998
- Energie – ve vesmíru a ve službách lidí, 2002
- Velká encyklopedie vesmíru, 2002
- Náš vesmír, 2005